# Richardson Viano
Richardson Viano (* 16. August 2002 in Tabarre) ist ein haitianisch-französischer Skirennläufer. Er startet hauptsächlich in den technischen Disziplinen Riesenslalom und Slalom.

## Karriere
Viano wurde im Alter von 3 Jahren von einer italienischen Familie adoptiert und wuchs in Briançon auf, wo er bereits kurz nach seiner Ankunft erstmals mit dem Skisport in Berührung kam. Sein internationales Renndebüt gab er am 24. November 2018 bei einem FIS-Slalom in Hippach, damals noch für den französischen Skiverband. Ein Jahr später, im November 2019, wechselte Viano zum haitianischen Skiverband. Die Anfrage ob er für Haiti starten wolle kam direkt vom Präsidenten des haitianischen Verbands, Jean-Pierre Roy. Viano glaubte im ersten Moment es handele sich dabei um einen Scherz.
Sein erstes Großereignis bestritt er 2021 bei den Alpinen Skiweltmeisterschaften in Cortina d’Ampezzo, wo er auf Anhieb das beste Ergebnis eines haitianischen Skirennläufers erzielte. Er belegte im Riesenslalom den 35. Platz.
2022 nahm Viano als erster haitianischer Sportler an Olympischen Winterspielen teil. Auch dort gelang ihm mit Rang 34 im Slalom ein Achtungserfolg.
Außerhalb der internationalen Großereignisse startet Viano hauptsächlich bei FIS-Rennen, wobei hier jeweils zwei sechste Plätze seine besten Ergebnisse sind. 
Um sich seine sportliche Karriere zu finanzieren, arbeitet Viano zusätzlich als Skilehrer.

## Erfolge

### Olympische Winterspiele
- Peking 2022: 34. Slalom, DNF Riesenslalom

### Weltmeisterschaften
- Cortina d’Ampezzo 2021: 35. Riesenslalom, DNF Slalom
- Courchevel/Méribel 2023: 38. Riesenslalom, DNF Slalom
- Saalbach 2025: 39. Slalom, DNQ Riesenslalom

### Juniorenweltmeisterschaften
- St. Anton 2023: 47. Riesenslalom, DNF Slalom

### Weitere Erfolge
- Haitianischer Meister im Riesenslalom (2023)
- 5 Platzierungen unter den besten 10 bei FIS-Rennen.